# Alegeri legislative în Țările de Jos, 1946
Alegerile generale a Camerei Reprezentanților a Parlamentului olandez a avut loc în Țările de Jos la data de 17.5.1946.
După ocupația germană din Țările de Jos în timpul celui de al doilea război mondial, partidele care au existat înainte de război au suferit fuziuni și reorganizări.

## Rezultate
| Partid                       | %    | Locuri |
| ---------------------------- | ---- | ------ |
| Partidul Popular Catolic     | 30.8 | 32     |
| Partidul Laburist            | 28.3 | 29     |
| Partidul Anti Revoluționar   | 12.9 | 13     |
| Partidul Comunist din Olanda | 10.6 | 10     |
| Uniunea Creștin-Istorica     | 7.8  | 8      |
| Partidul Libertatea          | 6.4  | 6      |
| Partidul Politic Reformat    | 2.1  | 2      |
| Total                        | -    | 100    |

## Partide
- Partidul Anti Revoluționar
- Uniunea Creștin-Istorica
- Partidul Comunist din Netherlands ,o continuare a Partidului Comunist din Olanda.
- Partidul Libertatea , o continuare a Partidului Liberal.
- Partidul Laburist ,o fuziune a Partidului Muncitorilor Social Democrat,Liga Democrată Freethinking si Uniunea Creștin-Democrată.
- Partidul Politic Reformat
- Partidul Popular Catolic o continuare a Partidului Romano Catolic.